# Günter Kaden

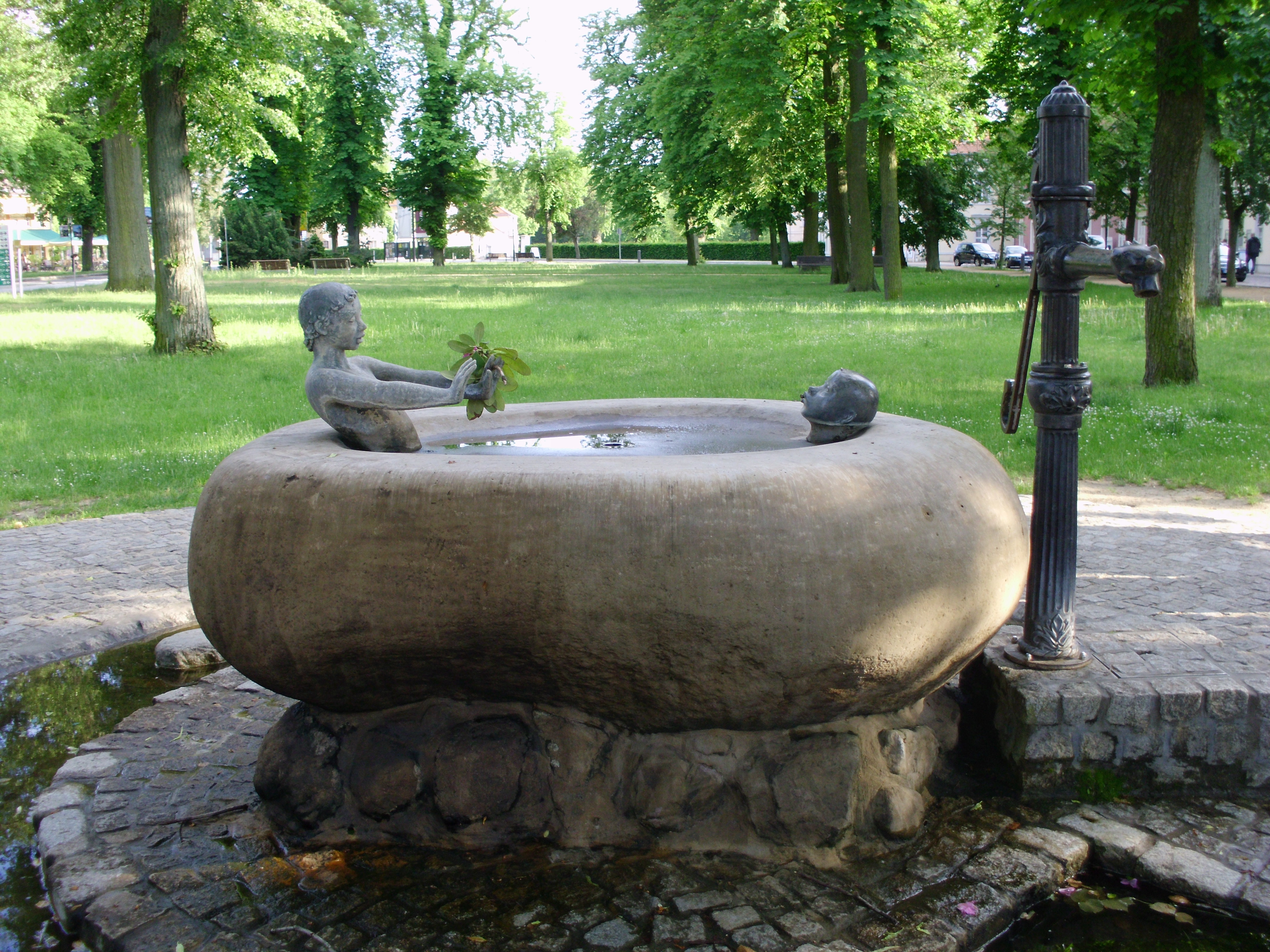
Brunnen in Rheinsberg von 2000 bis 2001

Günter Kaden (* 1941 in Leipzig) ist ein zeitgenössischer deutscher Bildhauer.

## Biografie
Günter Kaden wurde 1941 in Leipzig geboren. Nach der Schulzeit absolvierte er von 1958 bis 1961 eine Lehre als Steinmetz und arbeitete anschließend bei einem Bildhauermeister. Kaden legte 1967 seine Abiturprüfung ab und begann im selben Jahr ein Studium an der Hochschule für industrielle Formgestaltung Halle, Burg Giebichenstein in Halle (Saale) bei den Professoren Gerhard Lichtenfeld und Willi Sitte.
Mit dem Diplom als Bildhauer 1972 verließ er die Hochschule und übernahm für die nächsten drei Jahre die künstlerische Leitung der Restaurierungsarbeiten an der gotischen Kirche St. Moritz zu Halle. Ab 1973 wurde er tätig für Projektgruppen für architekturbezogene Kunst. Nach seinem Umzug 1979 nach Wendischhagen in Mecklenburg-Vorpommern wurde er freiberuflich tätig.
Seine Lebensgefährtin, die Grafikerin Sabine Naumann (* 1960) ist ebenfalls eine vielseitige Künstlerin.
Nach der Wende musste er sich, wie viele andere Künstler der ehemaligen DDR, mit seinen Akten bei der Stasi auseinandersetzen und feststellen, wie knapp er der Verhaftung entgangen ist. Seine Studienreisen führten Kaden damals nach Polen, in die Tschechoslowakei, Ungarn, Rumänien, Bulgarien und die ehemalige Sowjetunion. Mit dem Ende der DDR eröffneten sich neue Möglichkeiten und so kamen Holland, Italien, die USA, Kanada, England, Schweiz, Österreich und Israel hinzu.

## Mitgliedschaften
- bis 1990 Verband Bildender Künstler der DDR
- seit 1990 Künstlerbund Mecklenburg und Vorpommern e. V. im Bundesverband Bildender Künstlerinnen und Künstler e.V.[3]

## Arbeitsgebiet
Günter Kaden sagt von sich selbst: „Ich liebe organische Formen. Es sind die Formen der Landschaft, in der ich lebe, die Endmoränen der Mecklenburgischen Schweiz.“ Daher schätzt er die Arbeit mit Materialien wie Stein, Bronze, Terrakotta, aber auch Polyester, um seine Arbeiten zu gestalten. Seine Werke sind vielseitig, neben der langjährigen architekturbezogenen Arbeit finden sich Skulpturen, Spielobjekte für Kinder, Kleinplastiken, Medaillen, Miniaturen und Porträts. Ein Teil seiner Arbeiten wurden in der Kunst- und Glockengießerei Lauchhammer gegossen, einem Traditionsunternehmen, das seit 1725 Erfahrung im Gießen von Plastiken hat.
- 1980 Skulptur Maritimes Symbol Pilzanker
- 2003 Lebensgroße Brunnenfiguren in Bronze
- 2004 Vier Bronzeplastiken als Wasserspeier
- 2006 Wasserspeier Frosch und Plastik „Dicker Mann“ in Bronzeguss
- 2008 Drei Bronzeplastiken
- 2010 Bronzekleinplastiken Wasserspeier, Kröte und Frösche

## Ausstellungen (unvollständig)

### Einzelausstellungen
- 1977 Galerie „Am Markt“, Gera
- 1980 Galerie „Am Boulevard“, Rostock
- 1980 „Greifengalerie“, Greifswald
- 1980 Galerie „Am Hansering“, Halle
- 1984 Museum „Otto Ludwig“, Eisfeld
- 1989 Galerie „Gallus“, Frankfurt (Oder)
- 1991 Galerie „Harff“, Güstrow
- 1992 Museum Anklam
- 1993 Galerie „Bollhagen“, Worpswede
- 1994 „Kunstmesse BP“, Hamburg
- 1995 Galerie „Zur Hofstatt“ Basel, Schweiz
- 1995 Galerie Teterow
- 1995 „Torgalerie“, Neubrandenburg
- 1996 „Bronzeguß 96“ Atelierhaus Wendischhagen
- 1997 „Müritz-Museum“ Waren (Müritz)
- 1998 Galerie „Harff“, Güstrow
- 1998 Galerie „Art-ig“ in der JVA Vechta
- 1999 Kirche Zislow, Mecklenburg
- 1999 „Atelierhaus Möller“ Schmiedenfelde
- 2000 „Agentur Galerie“ Rostock
- 2000 Galerie „Harff“ Güstrow
- 2000 „Galerie in der Villa Hübner“ Warnemünde
- 2003 „Museum Waren“ Waren/Müritz
- 2004 Galerie „Altes Zollhaus“ Herrnburg, Lübeck
- 2004 Galerie „Terra Rossa“ Leipzig

### Ausstellungsbeteiligungen (unvollständig)
- 1973 „Hallesche Bildhauer“, Orangerie Mosigkau
- 1975 „Medaillenkunst der DDR“, Münzkabinett Gotha
- 1977 „Junge Kunst der DDR“, Berlin, Rostock
- 1977/78 VIII. Kunstausstellung der DDR, Dresden
- 1980 „Junge Bildhauerkunst der DDR“, Albertinum (Dresden)
- 1982: „Plastik und Blumen“,  Berlin, Treptower Park,
- 1982 „Miniaturen in der Bildenden Kunst der DDR“, Fürstenwalde
- 1982 IX. Kunstausstellung der DDR, Dresden
- 1986 „Gerhard Lichtenfeld und Schüler. Plastik und Zeichnungen.“ Kunsthalle Bad Kösen
- 1987/88 X. Kunstausstellung der DDR, Dresden
- 1989 „Europäische Medaillenkunst“ Moritzburg (Halle)
- 1989 Kunstausstellung Tallinn, Estland
- 1991 „Miniaturen in der Bildenden Kunst“, St. Gallen, Schweiz
- 1991 „Himmel und Erde“ – Landesschau des BBK, „Alte Börse“ Hamburg
- 1992 „Erde – Zeichen – Erde“ Landesschau Mecklenburg-Vorpommern
- 1992 „Deutsche Künstler in Italien“, Lucca, Italien
- 1992 „Mecklenburger Künstler“, Haus der Parlamentarischen Gesellschaft, Bonn
- 1992 „Toscana – Pleinair – Ausstellung“ im Kultusministerium Schwerin
- 1993 Bernsteinmuseum Ribnitz-Damgarten
- 1994 „Kunst und Umwelt“, Wollhalle Güstrow
- 1994 „Erotik in der Kunst“, Museum Gera
- 1994 Erotikmesse Köln
- 1995 „Kunst und Umwelt“, Güstrow
- 1995 „Neue Kunst 95“, Neubrandenburg
- 1996 „Kunst und Umwelt“, Güstrow
- 1997 „Kleinplastik in Norddeutschland“ Galerie Kolbien, Garbsen
- 1998/1999 Kunstmesse „Kunstwerk-Werkkunst“ Schloss Reinbek
- 1999 „Rostocker Kunstbörse“ Rostock-Warnemünde
- 2001 „Neunpluseins“ Galerie am Domcapitol Berlin
- 2001 Bundesgartenschau Potsdam
- 2002/2003 Kunstmesse „Kunstwerk-Werkkunst“ Schloss Reinbek
- 2002 „Mit Feuer, Glas und Erde, Metall, Papier und Stein“, internationale Ausstellung in der Städtischen Galerie Wollhalle Güstrow
- 2002 Internationale Gießereimesse Brno, Tschechien
- 2003 Internationale Gießereimesse Düsseldorf
- 2004 „Olympische Kunst und Sport“ Deutsches Sport- und Olympiamuseum Köln

## Ehrungen
- 1978 Preis der Ausstellung „Junge Kunst“, Altes Museum (Berlin)
- 1987 Erster und zweiter Preis des Wettbewerbes „Environment Reitbahnsee“, Neubrandenburg
- 1993 Zweiter Preis Medaillenwettbewerb „Max Pechstein“, Zwickau
- 1994 Dritter Preis Medaillenwettbewerb „1000 Jahre Mecklenburg“, Schwerin
- 1994 Zweiter Preis Wettbewerb „Behindertengerechtes Wohnhaus“, Neubrandenburg
- 1994 Erster Preis Wettbewerb „Ärztehaus Neubrandenburg“
- 1997 Erster Preis Wettbewerb „Marcusdenkmal“, Malchin
- 1999 Erster Preis Wettbewerb „Badebrunnen“ Rheinsberg
- 1999 Erster Preis Wettbewerb „Mönch-Brunnen“ Dargun
- 2000 Erster Preis Wettbewerb „Hanse-Brunnen“ Demmin
- 2001 Erster Preis Wettbewerb „Brunnen für die Altstadt in Stralsund“
- 2004 Dritter Preis Wettbewerb des IOC „Olympiade & Kunst“
- 1993 Stipendium des Landes Mecklenburg-Vorpommern für den Arbeitsaufenthalt in Lucca, Italien[5]
- 2004 IOC-Wettbewerb „Olympia und Sport“, 3. Preis der Deutschen Olympischen Gesellschaft

## Stipendien und Pleinairs
- 1972–1974 Förderstipendium des Kulturministeriums
- 1978 Internationales Bildhauerpleinair in Otmanli, Bulgarien
- 1988 Pleinair Schloss Puchow, Mecklenburg
- 1989 Internationales Keramikpleinair Mecklenburg
- 1993 Stipendium in der Toscana, Lucca, Italien
- 1996 Internationales Pleinair „Open-air Bronzeguß“, Atelierhaus Wendischhagen
- 1997 Pleinair der Stadt Teterow
- 1999 Internationales Pleinair „Mensch und Landschaft“ in Vogelsang Mecklenburg-Vorpommern
- 2001 Pleinair des Kunstvereins Teterow
- 2002 Internationales Pleinair des Kunstvereins Teterow